# 근육세포
근육세포(筋肉細胞, 영어: muscle cell, myocyte) 또는 근세포(筋細胞)는 근육 조직을 구성하는 수축성을 가진 섬유상 세포이다. 골격근 섬유, 민무늬근 섬유, 심장 근육 섬유가 있다. 근세포 일부 유형의 근육 조직(예: 골격근, 심장근, 내장근)에서 발견되는 세포의 유형이다. 근세포는 근아세포에서 발생하여 근생성(myogenesis)으로 알려진 과정에서 근육을 형성한다. 뚜렷한 특성을 가진 두 가지 특수 형태의 근육 세포가 있다 심장 및 평활근 세포 그리고 골격근이 있다. 골격근은 근육 섬유라고하는 형태학적 해부학적 단위로 형성된다. 심근 세포는 심장을 구성하고 단일 중심핵을 갖는 세포이다. 골격근 섬유는 신체를 지지하고 움직이며 배아 발달 과정에서 개별 근육 아세포의 융합에 의해 형성된 다핵 구조인 합포체(syncytia)라고 불린다. 평활근 세포는 식도와 위의 연동 운동 수축과 같은 불수의 운동을 제어한다.

## 근섬유
근섬유(Myofilament) 형태에서 Type I은 적색근에서 Type II는 백색근에서 주로 보여진다고 알려져있다. 한편 Type I 및 Type II는 일정 조건하에 서로 일정 범위에서 형성가능한 것으로 알려져 있고 서로 기능면에서 효율적으로 연동관계에 있다고 알려져 있다.

## 근섬유형

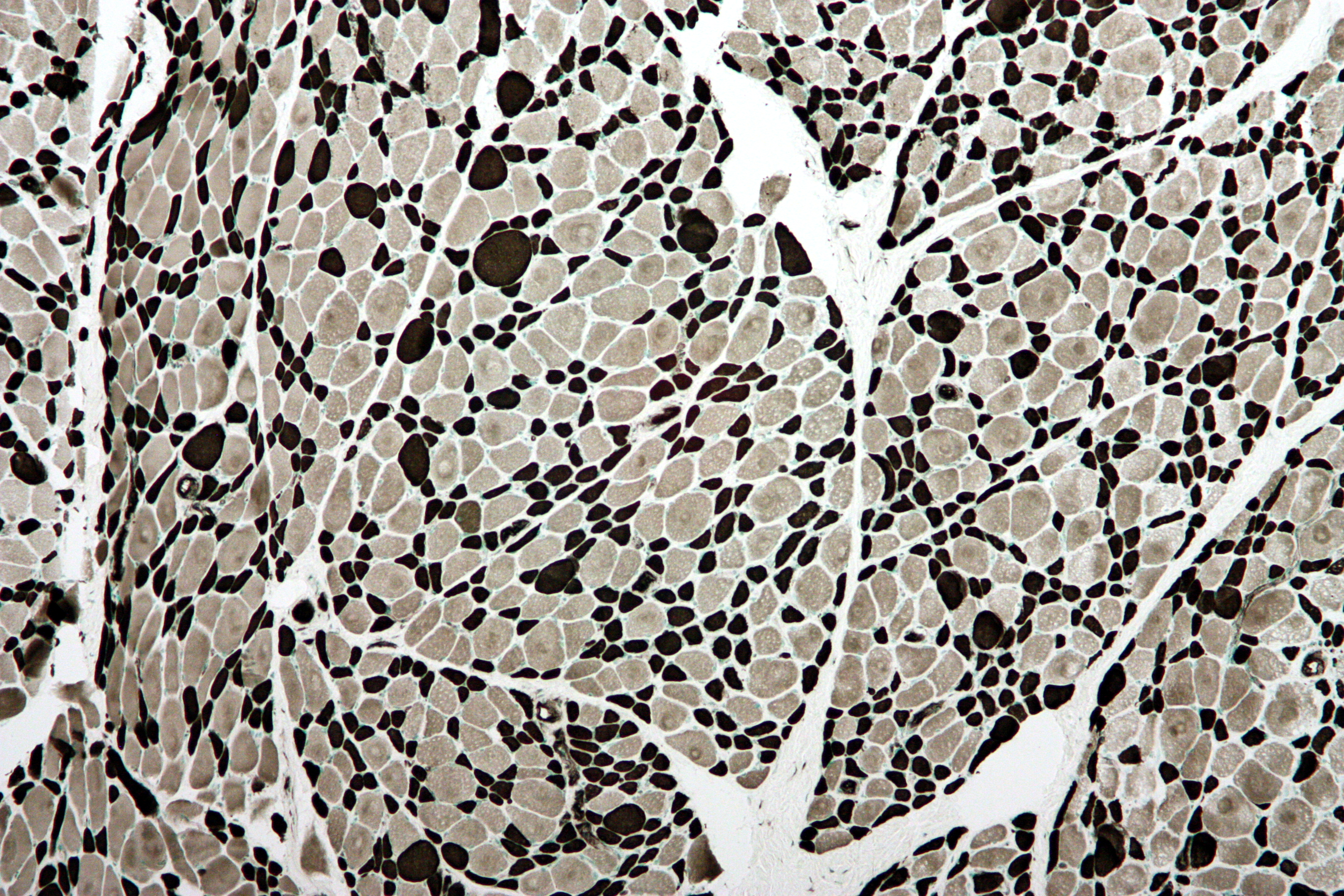
근육의 아데노신삼인산 가수분해효소(ATPase) 혹은 ATP가수분해효소의 착색 횡단면. 표본의 알칼리성 pH도 때문에 II형 근섬유(type II fiber)는 어둡다. 사진에서는 탈신경위축(denervation atrophy)으로 인하여 I형 근섬유보다 II형 근섬유가 상당히 작다.

근섬유 유형 분류 방식은 다양하며, 비전문가들은 이러한 방식들을 혼동한다. 보통은 마이오신 ATP가수분해효소 활성(myosin ATPase  activity)에 대한 조직화학 착색(histochemical staining)과 마이오신 마이오신 H사슬(myosin heavy chain, MHC)의 면역조직화학 착색(immunohistochemical staining) 사이에서 혼동한다. 마이오신 ATP가수분해효소 활성은 단순한 섬유형(fiber type)을 의미하며, pH 정도와 같은 다양한 조건 하에서 ATP가수분해효소 활성을 직접 분석하는 것에서 유래한다. 마이오신 H사슬 착색은 'MHC 섬유형', 즉 MHC IIa 섬유(MHC IIa fiber)를 의미하며 다른 MHC 동형단백질(isoform)을 측정하는 것에서 유래한다. MHC 섬유형은 ATP가수분해효소 활성화의 주요 결정인자라는 점에서, 이들은 생리학적으로 밀접하게 연관되어 있다. 그러나 이 두 유형화 방식 모두 직접적으로 신진대사에 관한 것은 아니다. 근섬유의 산화기능(酸化機能, oxidative capacity)이나 해당기능(解糖機能, glycolytic capacity)을 직접 다룬 것은 아니다.
'I형 근섬유'나 'II형 근섬유'가 일종의 포괄성의 속(屬, generic)을 의미할 때, 이는 대부분 마이오신 ATP가수분해효소 활동성 착색 정도를 수치화한 것으로서 숫자형 섬유형들의 합을 의미한다. 예를 들어 II형 근섬유는 IIA형 근섬유 + IIAX형 근섬유 + IIXA형 근섬유 ...이다.
아래는 근섬유형에 한하여 이 두 가지 방식 사이의 관계를 보여주는 표이다. 근섬유형과 MHC형에 하위유형 두문자가 사용되며 일부 ATP가수분해효소형은 다양한 MHC형을 포함하고 있다. 또한 하위유형B(subtype B 혹은 b)는 어느 방식으로든 인간에게 발현되지 않는다. 초기 연구자들은 인간에게 MHC IIb가 발현된다고 보았으며, 이는 IIB의 ATP가수분해효소 분류로 이어졌다. 그러나 이후 연구자들은 인간의 MHC IIb형은 사실 IIx형이었다는 것을 발견, 이는 IIB는 IIX로 명명하는 것이 더 적합하다는 것을 의미한다. IIb는 다른 포유류에서는 발현되기에, 문헌상에서 IIB와 함께 IIb는 여전히 정확한 것으로 여겨진다. 인간에게서 보이지 않는 근섬유형으로는 IIb형 섬유, IIc형 섬유, IId형 섬유 등이 있다.
| ATP가수분해효소 | MHC H사슬         |
| --------------- | ----------------- |
| I형             | MHC Iβ            |
| IC형            | MHC Iβ > MHC IIa  |
| IIC형           | MHC IIa > MHC Iβ  |
| IIA형           | MHC IIa           |
| IIAX형          | MHC IIa > MHC IIx |
| IIXA형          | MHC IIx > MHC IIa |
| IIX형           | MHC IIx           |

기타 근섬유 유형화 방식들은 공식적으로 사용되지 않으며 여러 스펙트럼이 존재한다. 이들은 대사 능력이나 기능적 능력에 더 초점을 맞춘다. 즉 산화 능력 대 해당 능력, 수축 시간이 빠르고 느린 정도 등이 있다. 상술하였듯 ATP가수분해효소 근섬유형화나 MHC는 이러한 한도를 직접 측정하거나 지시하지 않는다. 그러나 다양한 측정 방식들은 기제에 있어 연관되어 있으나 다른 것들은 생체적으로 관련되어 있다. 예를 들어 ATP가수분해효소 근섬유형은 수축 속도와 관련 있는데, 높은 ATP가수분해효소 활동성이 높을 수록 교차결합(교차다리, 교차연결) 주기(crossbridge cycling, 근수축 시 굵은 필라멘트와 가는 필라멘트가 서로 교차하는 것)가 더 빠르기 때문이다. ATP가수분해효소 활동성이 수축 속도의 유일한 요인인 반면, II형 근섬유에 비하여 ATP가수분해효소 활동성에 비하여 속도가 느리다는 점에서, I형 근섬유는 부분적으로 느리다. 그러나 수축 속도 측정은 ATP가수분해효소 근섬유형과 같지 않다.
이러한 관계 유형들로 인하여, I형과 II형 섬유는 신진대사(metabolism), 근수축(contraction), 운동 단위(motor unit)에서 각각 다른 특질을 가지고 있다. 하단의 표는 이런 특질을 유형별로 구분하였다. 부분적으로 각 섬유들의 특질에 따른 것리지만 이러한 특질 유형은 섬유 각각이 아니라 서로 관련 있으며 운동단위 측면에서 측정된다.
| 특질                          | I형 근섬유    | IIA형 근섬유        | IIX형 근섬유  |
| 운동단위 유형                 | 느린 산화(SO) | 빠른 산화/해당(FOG) | 빠른 해당(FG) |
| ----------------------------- | ------------- | ------------------- | ------------- |
| 연축속도                      | 느림          | 빠름                | 빠름          |
| 연축력                        | 작음          | 중간                | 큼            |
| 피로저항도                    | 높음          | 높음                | 낮음          |
| 글리코겐량                    | 낮음          | 높음                | 높음          |
| 모세관 공급                   | 풍부          | 풍부                | 빈약          |
| 모세관 밀도                   | 높음          | 중간                | 낮음          |
| 미오글로빈                    | 높음          | 높음                | 낮음          |
| 적색 정도                     | 어두움        | 어두움              | 창백함        |
| 미토콘드리아 밀도             | 높음          | 높음                | 낮음          |
| 산화효소 능력                 | 높음          | 중상                | 낮음          |
| Z선 폭                        | 중간          | 넓음                | 좁음          |
| 염기성 ATP가수분해효소 활성도 | 낮음          | 높음                | 높음          |
| 산성 ATP가수분해효소 활성도   | 높음          | 중상                | 낮음          |

### 섬유 색깔
이전에는 미오글로빈(myoglobin) 함량을 반영하여 다양한 색깔에 따라 범주화되었다. I형 근섬유는 미오글로빈 농도가 높아서 붉게 보인다. 적색근섬유(red muscle fiber)는 미토콘드리아(mitochondria)가 더 많고 국소 모세관 밀도도 더 높다. 적색근섬유는 아데노신 3인산(adenosine triphosphate, ATP)을 생성하는 산화적 대사(oxidative metabolism)를 사용하기 때문에, 지구력(endurance)에 더 적합하고 피로 속도도 느리다. 산화성이 덜한 II형 근섬유는 미오글로빈 농도가 상대적으로 낮고 해당효소(glycolytic enzyme)도 낮기 때문에 하얀색을 띤다.

### 연축 속도
근섬유는 연축(延縮, twitch, 섬유가 늘어났다가 다시 원래대로 줄어드는 것) 능력에 따라 속근섬유(fast twitch fiber)와 지근섬유(slow twitch fiber)로 구분되기도 한다. 이러한 특성은 색깔, ATP가수분해효소, 마이오신 H사슬(MHC)에 근거한 분류와 대체로 일치한다.
일부 전문가들은 속근섬유를 마이오신이 매우 빠르게 ATP를 분해시킬 수 있는 것으로 정의한다. ATP가수분해효소 II형 근섬유(ATPase type II fiber)와 MHC II형 근섬유(MHC type II fiber)가 있다. 그러나 속근섬유는 활동전위(action potential)의 전기화학적 전송 능력이 탁월하고 근소포체(筋小包體, sarcoplasmic reticulum)에 의한 칼슘 배출 및 흡수가 빠른 모습을 보이기도 한다. 속근섬유는 에너지 전송을 위하여 잘 발달된 무산소성의 단기 해당체계(glycolytic system)에 의존하며, 수축할 수 있고, 지근섬유보다 2-3배 강한 근육긴장(tension)을 만들 수도 있다. 속근(fast twitch muscle)은 지근(slow twitch muscle)에 비하여 힘(strength)이나 속도(speed)가 짧은 순간 폭발적으로 발동하는 능력이 뛰어난만큼 더 빨리 피로해진다.
지근섬유는 장기적 유산소성 에너지 전송(aerobic energy transfer) 체계를 통하여 ATP 재합성(ATP re-synthesis)에 필요한 에너지를 만든다. 주로 ATP가수분해효소 I형 근섬유(ATPase type I fiber)와 MHC  I형 근섬유(MHC type I fiber)가 있다. 이들은 ATP가수분해효소 활동성이 낮고, 해당기능이 덜 발달되어 수축 속도도 더 느리다. 이것들은 미토콘드리아 용적율이 높고 붉은색 색소를 제공하는 미오글로빈(myoglobin) 수치도 높다. 미토콘드리아 효소(mitochondrial enzyme) 농도가 높기에, 피로저항성(fatigue resistance)이 있다. 지근은 속근섬유보다 폭발 시간이 느리지만 피로하기 전까지 더 긴 시간동안 수축할 수 있다.

#### 유형분포
근육은 다양한 근섬유형이 혼합되어 있지만, 각 근섬유형의 비율은 근육의 활동과 종류에 따라 다르다. 예를 들어 사람의 대퇴사두근(quadriceps)은 최대 I형 근섬유를 52% 포함하지만, 가자미근(soleus)은 I형 근섬유를 80% 포함하고 있다. 눈 주위 안륜근(眼輪筋, 눈둘레근, orbicularis oculi muscle)은 I형 근섬유가 많아봤자 최대 15%이다.  그러나 근육 내 운동 단위(motor unit)는 운동단위 섬유 간에 최소한의 변화가 있다. 이러한 사실은 운동단위 동원(motor unit recruitment)의 크기가 가능해지게 한다.
골격근섬유의 총수는 바뀌지 않는다고 여겨졌다. 섬유 분포에는 성별이나 연령별 차이가 없지만 각 근섬유형의 비율은 근육마다 사람마다 상당한 차이를 보인다.
어린아이들은 물론 좌식생활을 오래 하는 남녀들은 II형 근섬유 45%에 I형 근섬유 55%를 가지고 있다. 스포츠 능력이 고도로 뛰어난 사람은 근섬유 분포 패턴을 보이는데, 마라톤 선수는 I형 근섬유가 높지만 단거리 선수는 IIX형 근섬유가 많다. 중거리 선수는 이 두 유형과 대략 같은 분포를 보인다. 투포환 선수나 높이뛰기 선수 같은 힘으로 하는 운동선수들도 마찬가지이다. 다양한 운동 유형은 골격근 섬유에 변화를 가져올 수 있다.
지구력 운동을 지속적으로 수행하면 IIX형 근섬유 일부가 IIA형 근섬유로 바뀐다. 그러나 이에 대한 공통된 결론은 없다.
운동하지 않은 사람의 지근섬유만큼 효과적인 산화적 대사를 수행할 수 있게 하는 고강도 지구력 운동 이후, IIX형 근섬유가 산화기능의 향상을 보일 수 있다. 이는 미토콘드리아 크기와 숫자의 증가 및 그에 관련된 변화가 원인이며, 근섬유형 변화와는 관련 없다.

## 같이 보기
- 지방세포
- 근원섬유(myofibril)
- 골격근